# مقياس التداخل الفلكي

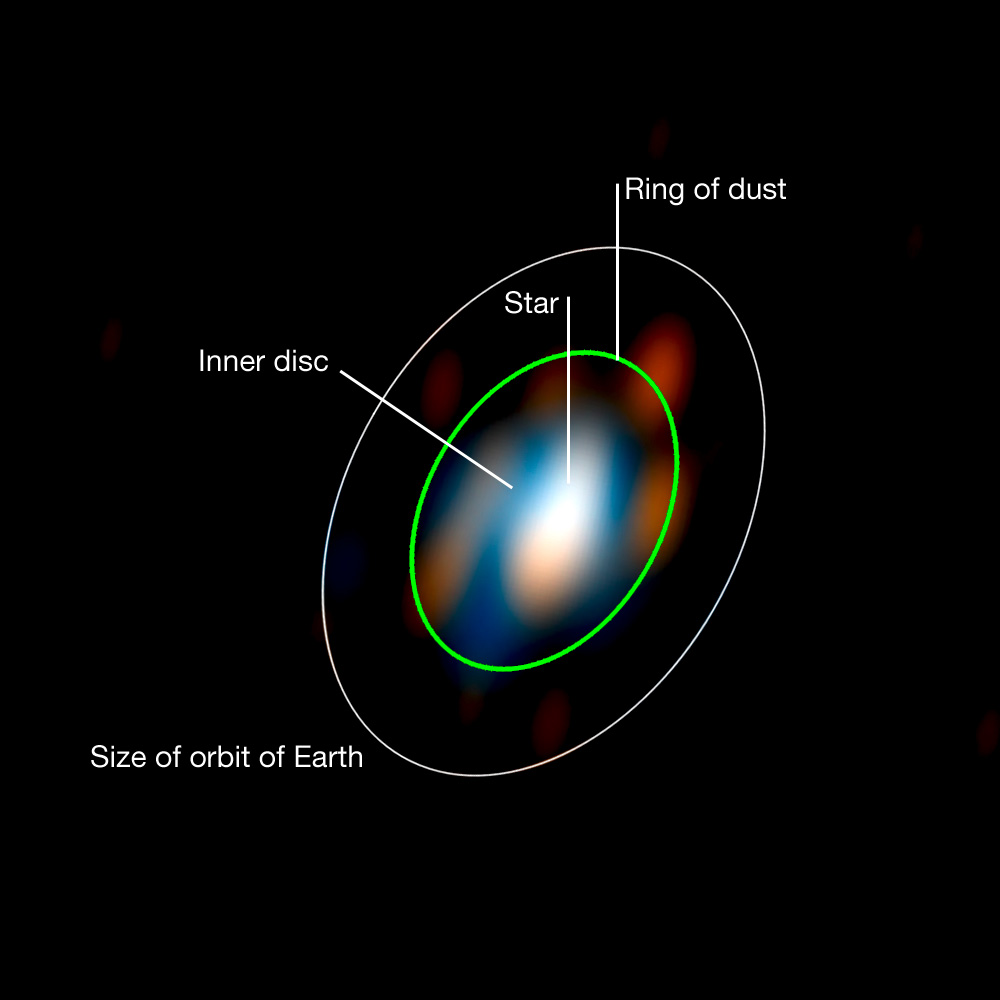
أول صورة مفصلة لقرص حول نجم شاب باستخدام مقياس التداخل الفلكي لتلسكوب المرصد الأوروبي الجنوبي المقراب العظيم.

مقياس التداخل الفلكي هو مجموعة من المقاريب المنفصلة أو شرائح مرايا أو هوائيات المقراب الراديوي تعمل معا كمقراب واحد لتوفير صور عالية الدقة للأجسام الفلكية مثل النجوم والسدم والمجرات باستخدام تقنية قياس التداخل. ميزة هذه التقنية هي أنه يمكن أن تنتج نظريا صور لها استبانة زاوية لتلسكوب ضخم مع فتحة هوائي تساوي المسافة الفاصلة بين المقاريب المكونة. العيب الرئيسي لهذة التقنية هو عدم تمكنها من جمع ضوء كما تفعل مرآة مصقولة كاملة. وبالتالي فإنها مفيدة أساسا لتحسين استبانة الأجسام الفلكية الأكثر سطوعا، مثل النجوم الثنائية المتقاربة. وثمة عيب آخر هو أن حد الحجم الزاوي الأقصى لمصدر الانبعاث القابل للكشف يقتصر على الفجوة الدنيا بين أجهزة الكشف في مصفوفة التداخل. ويستخدم مقياس التداخل على نطاق واسع في علم الفلك الراديوي.ويمكن أن ينتج مقاييس التداخل الفلكي صورا فلكية عالية الاستبانة من أي نوع آخر من المقاريب.
أبسط تصميم لمقياس التداخل الفلكي ترتيب الهوائيات بترتيب مكافئ لقطع المرآة، ماينتج مقراب عاكس كامل مجزاء بفتحة متفرقة. وفي الواقع أن الترتيب المكافئ للمرايا ليس مهما، طالما أن أطوال المسار البصري من الجرم الفلكي إلى المركب الشعاعي (البؤرة) هي نفسها التي يمكن الحصول عليها في حالة المرآة الكاملة.بدلا من ذلك، فإن معظم المصفوفات الحالية تستخدم هندسة مستوية، وتستخدم الهندسة الكروية في مصفوفة أنطوان لابيري (هيترتيليسكوب). حيث أقترح أنطوان لابيري وضع المقاريب الفردية في ترتيب كروي. وهذه الهندسة تقلل من مقدار تعويض طول المسار المطلوب عند إعادة توجيه مصفوفة التداخل.